# أحشاء
في علم التشريح، الأحشاء (الأحشاء جمع كلمة حشا) هي الأعضاء الداخلية في الحيوانات (يشمل الإنسان)، خصوصا الأعضاء داخل الصدر والبطن والحوض.

## أحشاء الإنسان
البطن
- المعدة: المعدة من أهم أحشاء الإنسان فهى المسئولة عن هضم الطعام وتفرز حمض يساعد في هضم الطعام.

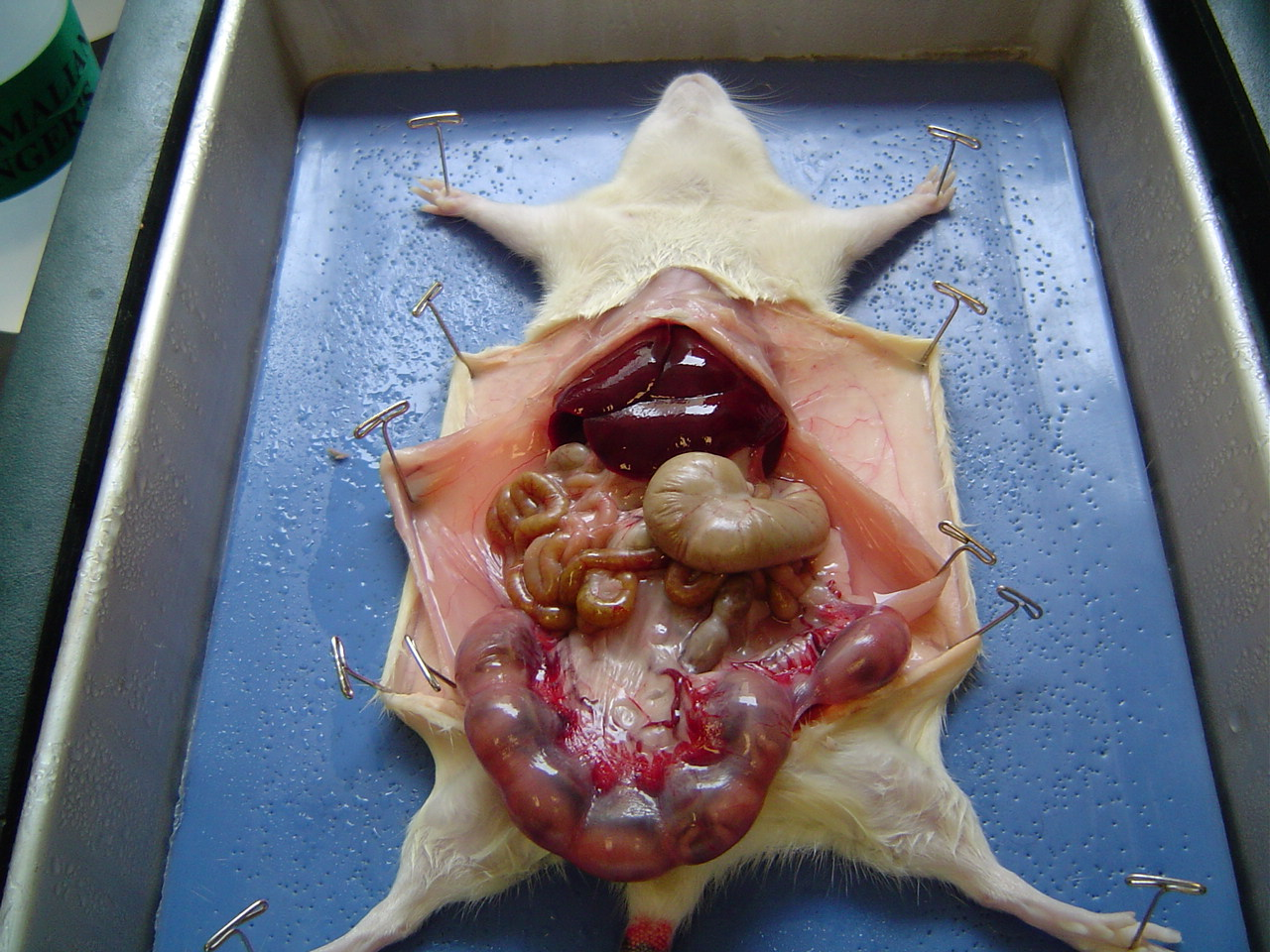

- الأمعاء الدقيقة: بعد أن يتم هضم الطعام داخل المعدة تنقلة المعدة إلى الأمعاء الدقيقة فيتم أمتصاصة هناك من قبل الدم.
- الأثنى عشر
- الأمعاء الغليظة (القولون): بعد ذلك تنتقل الفضلات من الأمعاءالدقيقة إلى الغليظة ومنها إلى فتحة الشرج حيث تخرج من الجسم.
- الكبد: الكبد يفرز أيضا أنزيمات تساعد في الهضم ويختزن السموم التي توجد داخل الجسم.
- الطحال: يفرز أنزيمات تساعد في الهضم.
- البنكرياس: يفرز أنزيمات تساعد في الهضم.
- الكليتين: تعملا كمصفاة طبيعية للبقايا والفضلات من الجسم وترسلها إلى المثانة عن طريق الحالبان ثم تخرج من الجسم.
- الزائدة الدودية: هي زائدة عن الأمعاء الغليظة وعند الالتهاب تتم إزالتها.

الحوض
- الأعضاء التناسلية

الصدر
- القلب: يعمل كمضخة طبيعية للدم خلال الشرايين والأوردة ويدور الدم في الجسم كلة في 76 دقة(لفة)في الدقيقة للإنسان البالغ.